# Beurre (couleur)
Pour les articles homonymes, voir Beurre (homonymie).

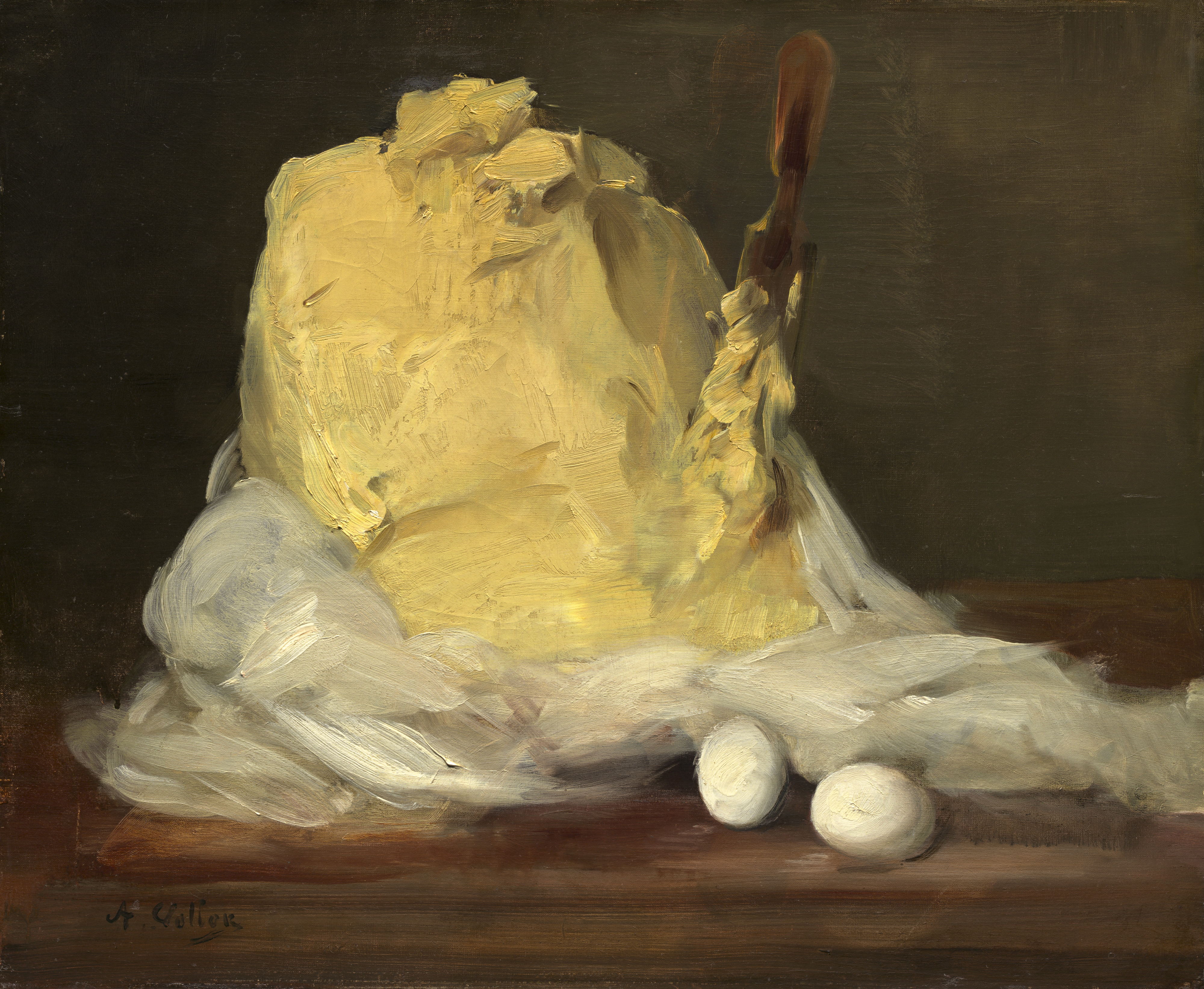
La Motte de beurre par Antoine Vollon.

Le beurre (la matière grasse issue du lait), dont la couleur varie de l'ivoire au jaune paille, a donné son nom à des jaunes.
L'expression « couleur beurre », attestée en 1652, est d'usage plutôt rare, sauf pour préciser des variétés végétales ; ainsi on appelle haricot beurre la variété jaune du haricot vert ou poire beurre une poire à peau jaune. Beurre frais est plus courant dans le domaine de la mode. D'après le Grand dictionnaire universel du XIXe siècle de Pierre Larousse « beurre frais ou simplement beurre se dit d'une couleur particulière analogue à celle du beurre ».

## Beurre frais
Beurre frais est un nom de couleur attesté en 1816, utilisé fréquemment pour désigner une teinte pâle de gants à la mode au XIXe siècle.

« Sans cesse, il lui fallait des cosmétiques, des robes de soie rose et des gants beurre frais »

— Paul Reboux et Charles Müller, 1913.
Chevreul a entrepris au XIXe siècle de repérer les couleurs les unes par rapport aux autres et par rapport aux raies de Fraunhofer. Il cite la couleur beurre frais parmi les « noms de couleur le plus fréquemment usités dans la conversation et dans les livres », et l'évalue comme un orangé-jaune du 2.5 au 3 ton, c'est-à-dire un crème très clair. Chevreul a inclus beurre frais dans la section « noms de couleur le plus fréquemment usités dans la conversation et dans les livres », et comme la couleur crème, qui désigne au fond la même chose, n'est pas citée, on peut penser qu'il s'agit d'un synonyme.
Dès lors que l'expression beurre frais était courante, il n'est pas surprenant de la voir servir à la description de toute sorte d'objets :

« Gigonnet ôta sa terrible casquette verte qui semblait née avec lui, montra son crâne couleur beurre frais dénué de cheveux, fit sa grimace voltairienne et dit : — Vous voulez me payer en huile pour les cheveux, quéque j'en ferais. »

— Balzac, César Birotteau, 1835.
Beurre frais peut être modifié par pâle et par grisâtre.